# 亜硫酸水素カルシウム
亜硫酸水素カルシウム(Calcium bisulfite)は、カルシウムカチオンと亜硫酸水素アニオンとの塩である。二酸化硫黄と水の混合物により、石灰と過剰な亜硫酸を反応させることで得られる。二酸化硫黄、亜硫酸塩、その他硫黄が+4の酸化状態を持つ含硫黄化合物と同様に、この物質も弱い還元剤である。食品添加物として防腐剤に用いられ、E番号は、E227である。亜硫酸水素カルシウムは酸塩であり、水溶液中では酸として振る舞う。